# Mud (oppervlaktemaat)
De mud of  mud gezaaid is een oude Nederlandse oppervlaktemaat.
Oorspronkelijk stond het mud gelijk aan de hoeveelheid grond die men met een mud zaad kon inzaaien. De grootte van het mud verschilde per streek.
In Gelderland varieerde het mud van 0,45 tot 0,78 hectare; het Overijssels herenmud bedroeg 0,53 hectare; het mud  Steenwijker maat was in Drenthe in gebruik en bedroeg 0,36 hectare.
Een mud was over het algemeen verdeeld in 4 schepel en in 16 spint. Het herenmud telde echter 6 schepel.